# 274 (číslo)
Dvě stě sedmdesát čtyři je přirozené číslo, které následuje po čísle dvě stě sedmdesát tři a předchází číslu dvě stě sedmdesát pět. Římskými číslicemi se zapisuje CCLXXIV a řeckými číslicemi σοδ.

## Matematika
274 je:
- Poloprvočíslo
- Nešťastné číslo
- Nepříznivé číslo
- Tribonacciho číslo

## Astronomie
- (274) Philagoria je planetka hlavního pásu, kterou objevil v roce 1888 Johann Palisa

## Doprava
- Silnice II/274 je česká silnice II. třídy vedoucí na trase II/273 – Mělnické Vtelno[1]

## Roky
- 274
- 274 př. n. l.